# Tanyproctus pallidus
Tanyproctus pallidus är en skalbaggsart som beskrevs av Rudolph Petrovitz 1962. Tanyproctus pallidus ingår i släktet Tanyproctus och familjen Melolonthidae. Inga underarter finns listade i Catalogue of Life.